# Sonja Graf
Susanna "Sonja" Graf (16 de desembre de 1908 - 6 de març de 1965) va ser una jugadora d'escacs alemanya i nord-americana, que tenia el títol de Mestre Internacional Femení des de 1950. Va ser subcampiona del món femenina i dues vegades campiona femenina dels Estats Units.

## Primers anys
Nascuda a Múnic, Susanna Graf era filla de Josef Graf i Susanna Zimmermann, tots dos alemanys del Volga de la regió de Samara, que s'havien traslladat a Múnic el setembre de 1906. El seu pare era originalment sacerdot a Rússia, però es va traslladar a Múnic per dedicar-se a la vida com a pintor. Més tard va escriure que, malgrat el patiment que va patir a mans del seu pare, va agrair que ell li ensenyés el joc dels escacs quan encara era petita.
Els escacs es van convertir en el seu mitjà d'escapament, tant mental com físicament, i va començar a passar tot el temps als cafès d'escacs de Múnic. La seva fama com a jugadora de cafeteria va créixer i es va presentar i es va convertir en la protegida del mestre alemany, Siegbert Tarrasch. Als vint-i-tres anys, havia guanyat dues vegades Rudolf Spielmann en competició simultània i es va convertir en professional dels escacs. Va començar a viatjar per Europa, seguint el circuit d'escacs tant per l'experiència com per distanciar-se del que considerava el nefast moviment nacionalsocialista amb seu, aleshores, a Múnic.
Durant les primeres dècades del segle xx, les jugadores d'escacs eren una raresa i Sonja Graf va gaudir de la popularitat i l'atenció que la seva sobtada fama li va portar tant com va aprofitar la llibertat i la independència del seu nou estil de vida itinerant. El 1934, va jugar contra l'altra campiona de l'època, Vera Menchik, en un matx no oficial a Rotterdam i, posteriorment, en un matx oficial pel campionat del món de 1937 a Semmering, Àustria. Va perdre els dos matxs (per les puntuacions d'1–3 i 4½–11½), però va ser convidada, juntament amb Menchik, a participar en el que normalment hauria estat un torneig exclusiu masculí celebrat aquell any a Praga. No va guanyar contra cap dels campions, i el seu millor resultat va ser un empat amb el mestre estonià Paul Keres.

## A l'Argentina i als Estats Units
El 1939, Sonja Graf va viatjar a Buenos Aires, Argentina, per jugar el Campionat del Món d'escacs femení, celebrat simultàniament a la 8a Olimpíada d'escacs. Com a resultat del seu desafiament obert al govern de Hitler, va ser retirada de la llista de participants alemanys i va jugar sota la bandera "Libre" ("lliure" en català). Al setembre, amb el torneig encara en curs, Alemanya va envair Polònia, desencadenant la Segona Guerra Mundial i provocant una confusió sense precedents dins de la competició. Alguns equips es van retirar, altres es van negar a jugar amb equips de determinats països. Tant Graf com Menchik van jugar tot el torneig. Graf va guanyar 16 partides i en va perdre 3, i va quedar segona. En la seva partida contra Menchik, Graf va perdre després d'aconseguir una posició guanyadora, cosa de la qual sempre es va penedir ("contra Menchik, quan era campiona del món, vaig poder guanyar una partida, però vaig trobar els tres moviments més estúpids que es pogués imaginar i vaig perdre". — New Yorker, 19 de setembre de 1964). Després de l'esclat de la guerra, Sonja Graf, juntament amb molts altres participants de l'Olimpíada, havien decidit romandre a la seguretat de l'Argentina. Ràpidament va aprendre la llengua castellana local, es va assimilar a la cultura i va escriure els llibres Así juega una mujer (Així és com juga una dona), que descriu les seves experiències com a jugadora d'escacs, i Yo Soy Susann (I Am Susann). relatant els maltractaments físics i psicològics que va patir durant la seva infància. També va conèixer el mariner mercant Vernon Stevenson, amb qui es va casar el 1947.
Els nuvis es van traslladar al sud de Califòrnia, establint-se a Hollywood, i Graf va començar a jugar amb el nom de Sonja Graf-Stevenson. Es va retirar dels escacs per donar a llum i criar el seu fill Alexander, però posteriorment va tornar a guanyar (amb Gisela Kahn Gresser) el Campionat d'escacs femení dels Estats Units de 1957. Ella i la seva família es van traslladar al Greenwich Village de la ciutat de Nova York, on va fer classes d'escacs al Queen's Pawn Chess Emporium de Lisa Lane. El 1964 va aconseguir la seva segona victòria al Campionat Femení dels Estats Units, però ja patia una malaltia hepàtica que l'any següent li prendria la vida. Sonja Graf va morir a la ciutat de Nova York dos mesos i mig després del seu 56è aniversari.